# Moepa signata
Moepa signata là một loài bướm đêm trong họ Noctuidae.